# Eine Frau unter Einfluß
Eine Frau unter Einfluß ist ein Filmdrama des US-amerikanischen Independent-Regisseurs John Cassavetes aus dem Jahr 1974. Der Film handelt von einer psychisch labilen Frau, die einen Nervenzusammenbruch erleidet, sowie ihrer Familie.

## Handlung
Mabel Longhetti ist seit zehn Jahren mit dem Bauarbeiter Nick verheiratet, mit dem sie drei Kinder hat. Seit einiger Zeit leidet sie zunehmend unter psychischen Problemen, vor allem, da sie aufgrund ihrer Rolle als Hausfrau und Mutter ihre eigenen Bedürfnisse bisher meist unterdrücken musste. Als Nick ein geplantes Wochenende zu zweit kurzfristig wegen eines Rohrbruchs absagen muss, betrinkt sich die frustrierte Mabel in einer Bar und verbringt die Nacht mit einem fremden Mann.
Am nächsten Morgen lädt Nick seine Arbeitskollegen zum Frühstück ein. Beim Essen sorgt Mabel mit ihrem auffälligen und merkwürdigen Verhalten für Verwirrung und peinliche Verlegenheit. Obwohl Nick seine Frau anscheinend immer noch liebt und seinen Freunden gegenüber stets beteuert, sie sei nicht verrückt, sondern nur etwas ungewöhnlich, wird sie ihm zunehmend fremd.
Als Mabel eines Tages eine Party für ihre Kinder und deren Freunde veranstaltet, kommt es – erneut wegen ihres Verhaltens – zu einer handgreiflichen Auseinandersetzung mit dem Vater eines Nachbarskindes. Nick beschließt daraufhin, seine Frau in eine psychiatrische Klinik einweisen zu lassen. In den Tagen darauf wird auch er immer gereizter und angespannter.
Nach sechs Monaten wird Mabel aus dem Krankenhaus entlassen. Zuhause haben mehrere Freunde und Verwandte einen Empfang vorbereitet. Sie fühlt sich von der Situation überfordert und weiß nicht, wie sie sich verhalten soll. Nick gibt ihr den Rat, einfach „sie selbst“ zu sein. Beim gemeinsamen Abendessen wird jedoch deutlich, dass Mabel immer noch große Probleme hat.
Nachdem die Gäste gegangen sind, unternimmt sie einen Selbstmordversuch. Nick kann sie im letzten Moment überwältigen – er schlägt Mabel nieder und droht damit, sie und die Kinder umzubringen. Schließlich beruhigt er sich und es kommt zur Versöhnung. Als Mabel ihren Mann am Ende des Films fragt, ob er sie liebt, zögert dieser sehr lange und schlägt dann vor, den Tisch abzuräumen.

## Hintergrund
Eine Frau unter Einfluß war ursprünglich als Theaterstück angelegt. Diese Idee wurde jedoch fallengelassen, da Gena Rowlands befürchtete, der allabendlichen Darstellung einer psychisch labilen Frau körperlich, emotional und geistig nicht gewachsen zu sein.
Um die Produktion des Low-Budget-Films finanzieren zu können, nahm Cassavetes eine Hypothek auf sein Haus auf. Wie schon bei seinen früheren Projekten besetzte er zahlreiche Rollen mit Freunden, wie Peter Falk, oder Familienangehörigen, wie seiner Frau Gena Rowlands, seiner Mutter Katherine Cassavetes und seiner Schwiegermutter Lady Rowlands. Die Dreharbeiten zogen sich über zwei Jahre hin. Die Dialoge wurden teilweise improvisiert.
Äußerst schwierig gestaltete sich die Suche nach einer interessierten Verleihfirma. Niemand wollte den Film zeigen. Cassavetes bat den damaligen Nachwuchsregisseur Martin Scorsese, auf zwei Aufführungen seines Filmes „Italianamerican“ beim New York Festival zu verzichten und so seinem Film ein Forum zu bieten. Die Kritiken waren durchwegs positiv, allerdings traute sich aufgrund der Erfahrung mit den eher kommerziell erfolglosen Filmen von Cassavetes weiterhin keine Firma an den Verleih. Dies führte dazu, dass sich Cassavetes schließlich dazu entschloss, den Film mit einer eigenen Firma unter hohem finanziellen Aufwand selbst zu verleihen. Der Film avancierte zu einem überraschenden finanziellen Erfolg.
Laut John Cassavetes handelt der Film von zwei Leuten, die einfach kein Konzept dafür haben, wie sie mit ihrem Gefühl füreinander umgehen sollen, die unfähig sind, miteinander zu kommunizieren. Von all seinen Filmen war Eine Frau unter Einfluß der persönliche Favorit des Regisseurs.

## Auszeichnungen und Nominierungen (Auswahl)
- Golden Globe für Gena Rowlands als Beste Hauptdarstellerin in einem Drama, 1975
- Golden-Globe-Nominierung für John Cassavetes für den Besten Film (Drama), 1975
- Golden-Globe-Nominierung für John Cassavetes für die Beste Regie, 1975
- Golden-Globe-Nominierung für John Cassavetes für das Beste Filmdrehbuch, 1975
- Oscar-Nominierung für Gena Rowlands als Beste Hauptdarstellerin, 1975
- Oscar-Nominierung für John Cassavetes für die Beste Regie, 1975
- Aufnahme in das National Film Registry, 1990

## Trivia
In einer Szene wird Nick von seinem Sohn gefragt, ob er pfeifen könne. Nick pfeift daraufhin die Melodie des Kinderliedes This old Man. Dieselbe Melodie wird später ein wiederkehrendes Thema in Peter Falks Paraderolle als Inspektor Columbo, der sie ebenfalls pfeift.

## Kritik
Das Lexikon des internationalen Films lobte: Unabhängig produzierter und zum Teil improvisiert inszenierter Schauspielerfilm, der die hinter der Fassade der Normalität verborgenen Neurosen, Enttäuschungen und Gewaltfantasien einer amerikanischen Durchschnittsfamilie enthüllt. Darstellerisch überzeugend und filmisch brillant.
Die Filmkritikerin Nora Sayre meinte in der New York Times: „Dennoch sind die erschreckendsten Szenen äußerst fesselnd, und es handelt sich um einen nachdenklichen Film, der ernsthafte Diskussionen anregt.“